# 默西賽德郡
默西賽德（郡）（英語：Merseyside）是英國英格蘭西北部的郡，西臨愛爾蘭海，郡名源自默西河，有1,442,000人口，佔地645平方公里。在1974年4月1日起成為名譽郡、都市郡。以人口計算，利物浦是第1大（亦是唯一一個）城市、自治市鎮（Borough），威勒爾是第2大自治市鎮；聖海倫斯是第1大鎮（Town），紹斯波特是第2大鎮，伯肯希德是第3大鎮，布特爾是第4大鎮。

## 地方沿革
《1958年地方政府法案》（Local Government Act 1958）指明英格蘭地方政府委員會（Local Government Commission for England）要特別評審默西賽德郡，以布特爾、伯肯希德、利物浦、沃拉西一帶為主，1965年加上威德尼斯、朗科恩等地區。
《1972年地方政府法案》在1974年4月1日生效後，默西賽德成為都市郡，下轄的次級行政區升格為5個都市自治市（同時自動升格為單一管理區），有獨立的都市自治市議會，實際不受默西賽德的管轄。默西賽德郡議會在1986年被廢除。不過，都市自治市仍以「默西賽德」名義組成聯合部門（Joint-boards）統籌、協調牽涉多個都市自治市的民政事務，負責警務、消防、旅遊、廢物處理等。
每一個名譽郡都有一個代表英國皇室但沒有實權的郡尉（Lord Lieutenant）常駐，默西賽德是其一。從地方政府或郡尉的角度看，默西賽德都只是「有郡界的地理範圍」而已。

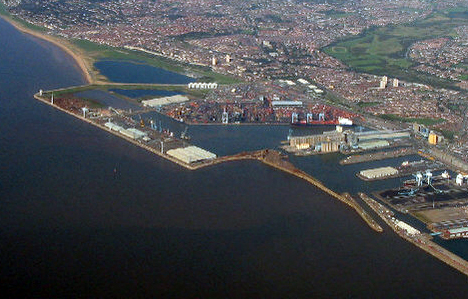
Seaforth碼頭
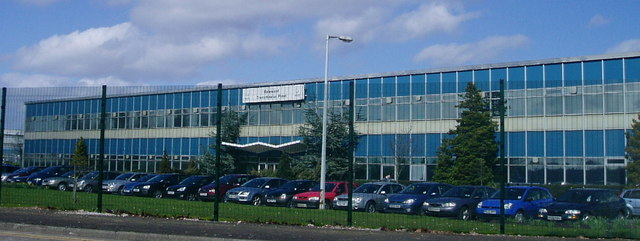
Halewood汽車廠
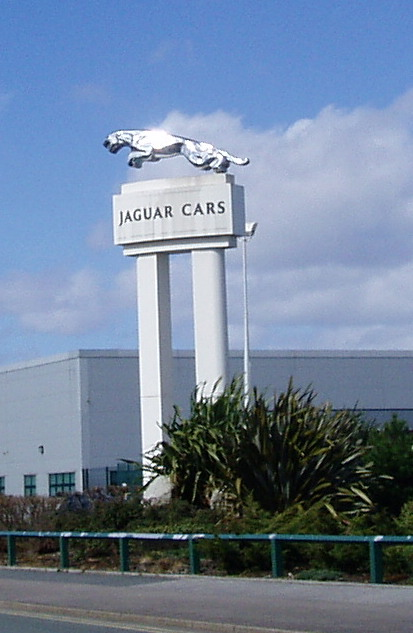
捷豹車廠
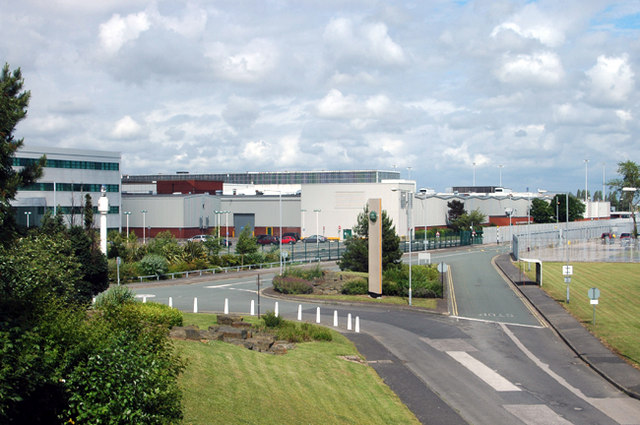
塔塔汽車設計中心
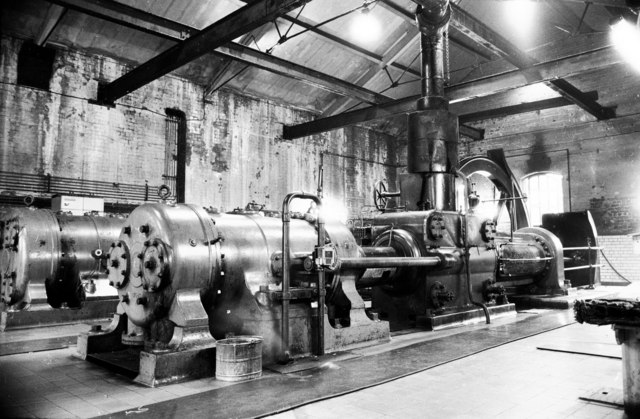
Sutton礦場
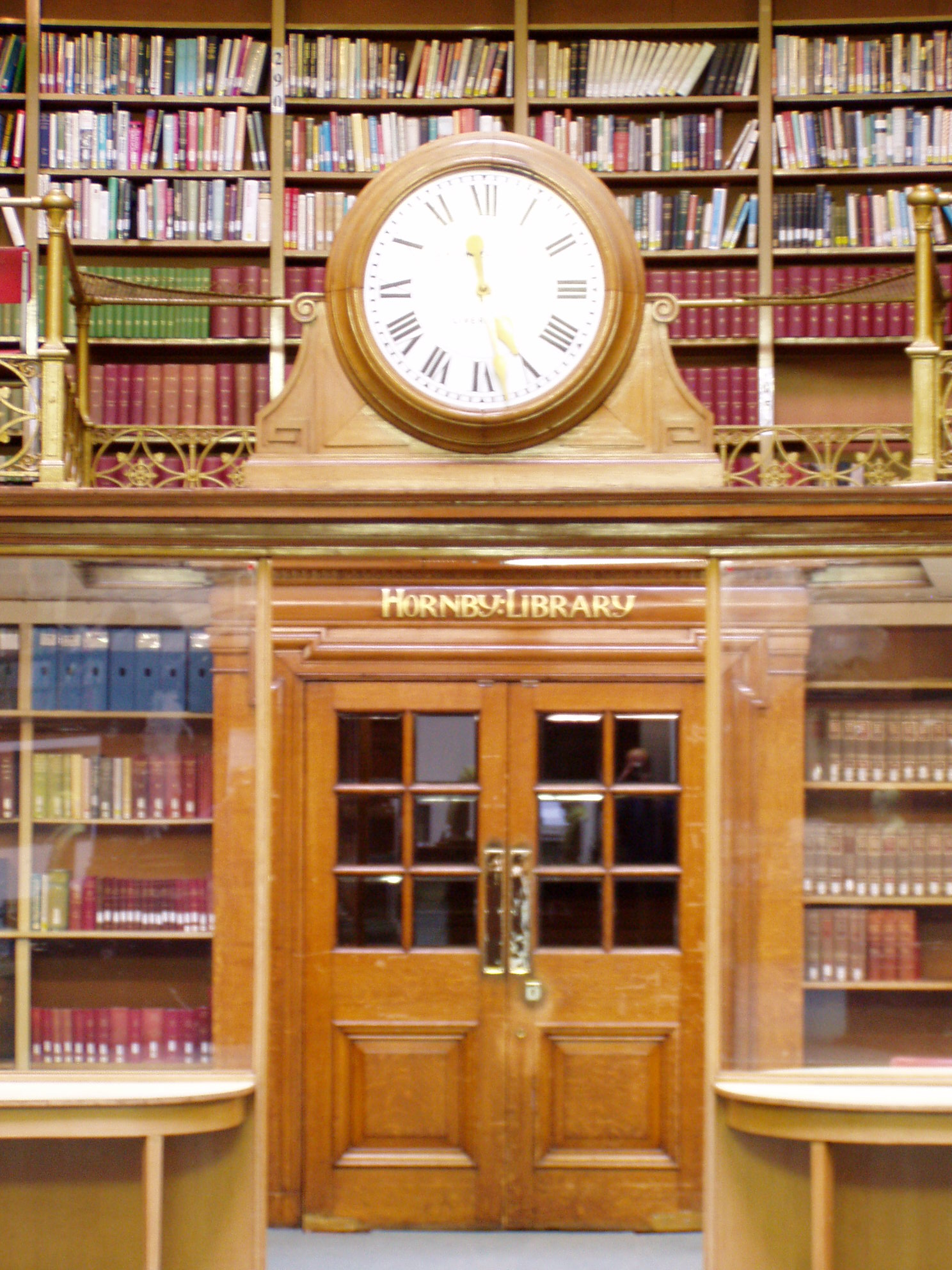
Hornby圖書館
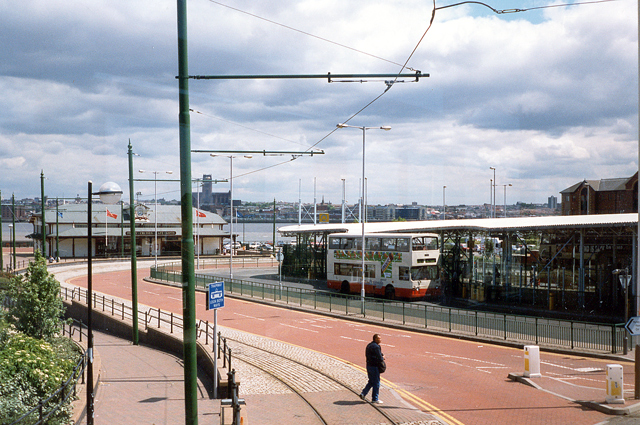
伯肯希德
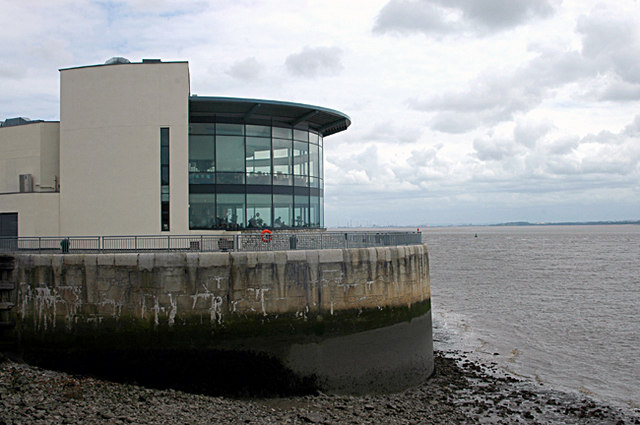
海岸晶華酒店

## 行政區劃

1. 利物浦（單一管理區）
2. 塞夫頓（單一管理區）
3. 諾斯利（單一管理區）
4. 聖海倫斯（單一管理區）
5. 威勒爾（單一管理區）

默西賽德包含5個都市自治市（也就同時是單一管理區）：利物浦、塞夫頓都會自治市（Sefton）、諾斯利（Knowsley）、聖海倫斯（St. Helens）與威勒爾（Wirral）。

## 地理
下圖顯示英格蘭48個名譽郡的分佈情況。默西賽德，東北與蘭開夏郡相鄰，東與大曼徹斯特郡相鄰，南與柴郡相鄰，西臨愛爾蘭海。威勒爾都市自治市位於威勒爾半島，東隔默西河與利物浦對望，西邊的迪河是威爾斯弗林特郡的邊界。
|   | 都會自治市 | 行政中心   |  |
| - | ---------- | ---------- |  |
| 1 | 利物浦     | 利物浦市   |  |
| 2 | 塞夫頓     | 布特爾鎮   |  |
| 3 | 諾斯利     | 海頓鎮     |  |
| 4 | 聖海倫斯   | 聖海倫斯鎮 |  |
| 5 | 威勒爾     | 沃拉西鎮   |  |

## 地方政府
雖然默西賽德郡議會被廢除，但都市自治市仍以「默西賽德」名義組成聯合部門（Joint-boards）統籌、協調牽涉多個都市自治市的民政事務：
- 默西賽德警察局
- 默西賽德消防局
- 默西賽德旅客運輸執行委員會
- 默西賽德廢物處理局

## 外部連結
53°24′39″N 2°58′39″W / 53.41083°N 2.97750°W